# Kırkpınar, Kangal
Kırkpınar là một xã thuộc huyện Kangal, tỉnh Sivas, Thổ Nhĩ Kỳ. Dân số thời điểm năm 2011 là 28 người.